# Паріт Джихані
Паріт Джихані (алб. Parid Xhihani, нар. 18 липня 1983, Кавая) — албанський футболіст, півзахисник клубу «Беса».
Виступав, за ряд албанських клубів, луганську «Зорю», а також провів один матч за національну збірну Албанії.

## Клубна кар'єра
Народився 18 липня 1983 року в місті Кавая. Вихованець футбольної школи клубу «Беса». Дорослу футбольну кар'єру розпочав 2000 року в основній команді того ж клубу, в якій провів один сезон, взявши участь у 20 матчах чемпіонату.

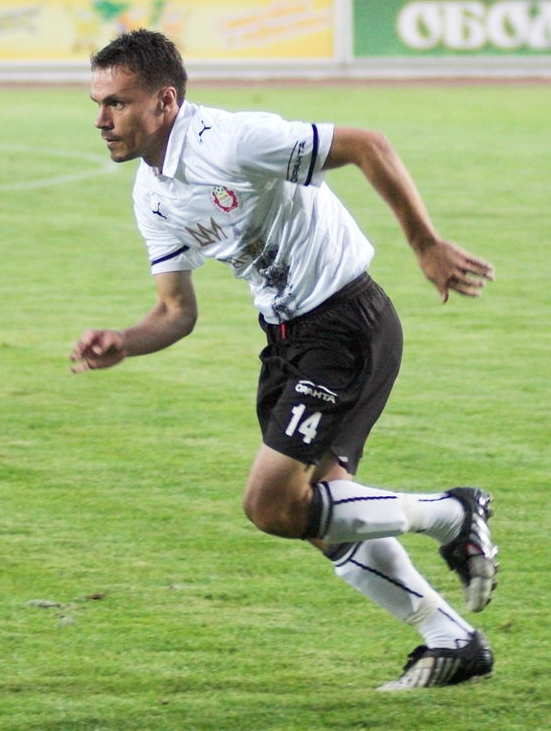
Паріт Джихані під час виступів за «Зорю». 26 липня 2009 року

Влітку 2001 року перейшов до «Шкумбіні», де виступав протягом наступного сезону, після чого повернувся в «Бесу».
З 2003 по 2005 рік виступав за «Динамо» (Тирана), у складі якого дебютував у єврокубках і став срібним та бронзовим призером чемпіонату Албанії.
Протягом сезону 2005-06 захищав кольори «Теути», після чого втретє повернувся в «Бесу», за яку виступав протягом двох років і виграв свій перший трофей — кубок Албанії.
Влітку 2008 року перейшов в луганську «Зорю», у складі якої в першому ж сезоні став найкращим бомбардиром команди, забивши 10 голів у 25 матчах чемпіонату, проте надалі втратив форму, перестав стабільно забивати і влітку 2011 року покинув Україну.
Протягом сезону 2011-12 років захищав кольори клубу «Кастріоті».
У серпні 2012 року вчетверте за свою кар'єру став гравцем рідного клубу «Беса», але цього разу закріпитися у складі команди з Каваї Паріт не змів і зігравши за сезон лише 10 матчів в національному чемпіонаті, по його закінченні покинув клуб і став вільним агентом.

## Виступи за збірні
Виступав за юнацькі збірні Албанії різних вікових категорій. Протягом 2004–2005 років залучався до складу молодіжної збірної Албанії.
У складі національної збірної Албанії дебютував на стадіоні «Кемаль Стафа» 2 червня 2010 року в товариському матчі проти збірної Андорри, головний тренер Йосип Куже випустив його на поле на 57 хвилині замість Яхміра Хюка. Цей матч залишився єдиним для Джихані в футболці національної збірної.

## Досягнення
- Віце-чемпіон Албанії (1): 2003/04
- Володар Кубка Албанії (1): 2006/07
- Фіналіст Кубка Албанії (1): 2003/04

| Дата     | Місто  | Господарі | Результат | Гості   | Турнір           | Голи | Примітки |
| -------- | ------ | --------- | --------- | ------- | ---------------- | ---- | -------- |
| 2-6-2010 | Тирана | Албанія   | 1 – 0     | Андорра | товариський матч | -    | 57'      |
| Усього   |        | Матчів    | 1         |         | Голів            | 0    |          |